# Ace of Spades (lied)
Ace of Spades is een nummer van de Britse heavymetalband Motörhead. Het is het eerste nummer op het gelijknamige album uit 1980. Op 27 oktober van dat jaar werd het nummer uitgebracht als de enige single van het album.

## Uitgaven
De eerste uitgave in het VK kwam op 27 oktober 1980 als een voorproefje voor het gelijknamige album Ace of Spades. Het betrof een 7 inch single op vinyl. Via Bronze records werd in november 1980 ook een limited edition op 12 inch vinyl uitgebracht met een speciale kersthoes. Hierna kwamen er 7 inch uitgaven voor Duitsland, Nederland, Australië en in 1981 Japan. Hierna zijn er verschillende re-issues geweest, die vooral voor het VK bedoeld waren, maar de single is ook uitgegeven in Frankrijk, de Benelux en de VS. 

## Inhoud
Ace of Spades begint met een basintro van Lemmy. De drummer van de band, Phil Taylor speelt daarna op zijn snaredrum een crescendo. Na 7 seconden speelt ook de gitarist van het trio, ‘Fast’ Eddie Clarke mee. Het hele liedje duurt in totaal 2 minuten en 48 seconden.
Zanger Lemmy zei over de tekst dat hij "gokmetaforen gebruikte, vooral over kaarten en dobbelstenen − als het op dat soort dingen aankomt hou ik eigenlijk meer van gokautomaten, maar je kan niet echt zingen over fruit dat spint en de rollen die naar beneden gaan". Hij was geïnspireerd door een boek over Wild Bill Hickock, een figuur uit het Amerikaanse Wilde Westen, die was doodgeschoten onder een spelletje poker, met in zijn hand de kaartcombinatie van twee zwarte achten en twee zwarte azen.
In het nummer zitten af en toe geluidseffecten die niet met de instrumenten van Motörhead zijn gemaakt. In de studio lag een kartonnen doos met o.a. maracas en kabassas, maar ook een set houtblokken die uiteindelijk in het nummer wordt gebruikt.

### Tracklist
Originele uitgave 1980
1. Ace of Spades (2:48)
2. Dirty Love (2:57)

1988 re-issue
1. Ace of Spades
2. Dogs
3. Traitor

## 1988 live-versie
In 1988 werd een liveversie van het nummer uitgebracht, afkomstig van het album Nö Sleep at All. De band wilde echter dat het nummer "Traitor" de A-kant van deze single werd. Nadat ze deze beslissing opmerkten, stonden zij niet toe dat de single in de winkels kwam te liggen. Uiteindelijk werd deze versie alleen beschikbaar tijdens concerten en voor leden van de Motörhead-fanclub. Na het overlijden van Lemmy op 28 december 2015 bereikte de single opnieuw de Britse hitlijsten, waarbij ditmaal een dertiende positie werd gehaald.

## Ontvangst
Het nummer wordt beschreven als het ultieme Motörhead-anthem, alhoewel Lemmy dit niet vindt: "Ik denk dat we ons beste werk hebben gemaakt nadat Eddie [Clarke] de band verliet in 1982".
Verder vertelt hij: "Ik blijf mensen dit vertellen, maar ze denken dat ik verdomme lieg, maar dat doe ik niet. Ik dacht niet dat het beter was dan mijn andere nummers en dat vind ik nog steeds niet", aldus Lemmy in een interview met Decibel.
-In 2005 plaatste Q het liedje op plaats 27 in een lijst van 100 van de beste gitaarliedjes ooit: ‘Dit liedje heeft een intro die niet ongeschikt zou zijn om het einde van de wereld in te luiden’
-In 2009 werd Ace of Spades het tiende beste rocknummer ooit genoemd door VH1.
-In 2014 plaatste NME Ace of Spades op nummer 155 in een lijst van 500 van de beste rockliedjes ooit. 

## Personeel

### Muziek
- Lemmy Kilmister - zang, basgitaar
- "Fast" Eddie Clarke – gitaar
- Phil "Philthy Animal" Taylor – drumstel

## Hitnoteringen

### UK Singles Chart
| Chart            | Hoogste positie |
| ---------------- | --------------- |
| UK Singles Chart | 13              |

### NPO Radio 2 Top 2000
| Nummer met noteringen in de NPO Radio 2 Top 2000 | '14  | '15 | '16 | '17 | '18 | '19 | '20 | '21 | '22 | '23 | '24 |
| ------------------------------------------------ | ---- | --- | --- | --- | --- | --- | --- | --- | --- | --- | --- |
| Ace of Spades                                    | 1474 | 896 | 156 | 190 | 226 | 209 | 201 | 207 | 268 | 278 | 309 |

1. ↑  Een vetgedrukt getal geeft de hoogste notering aan.
2. ↑  2014 was het eerste jaar met een notering voor dit nummer.